# Slippery Rock, Pennsylvania
Slippery Rock là một thị trấn thuộc quận Butler, tiểu bang Pennsylvania, Hoa Kỳ. Năm 2010, dân số của thị trấn này là 3625 người.